# Саллі Анн Піпі
Саллі Анн Вавапені Піпі (англ. Sally Anne Wapaveni Pipi), при народженні Саллі Анн Багіта (англ. Sally Anne Bagita, 1 серпня 1948, Хула, Центральна провінція) — папуаська письменниця та поетеса.

## Біографія
Саллі Анн Багіта народилася в селі Хула в Центральній провінції Території Папуа. Навчалася в школах в Кіла-Кіла і Каварі, вищу освіту здобула в австралійській Вищій школі Сент-Кетрін. З 1970 до 1976 року Саллі Анн працювала секретарем в торговій компанії «Steamships Trading Company» в Порт-Морсбі. Розпочала літературну діяльність з 1973 року з публікації оповідання «На жаль ні» (англ. Regret Not) в журналі «Papua New Guinea Writing», присвяченому проблемі домашнього насильства та насильницького шлюбу. Цій же проблемі присвячено й наступне оповідання письменниці «Колишня наречена» (англ. The Reluctant Bride). У 1975 році письменниця опублікувала в тому ж журналі фантастичне оповідання «Рік крокодила» (англ. Year of the Crocodile), в якому розповідається як вчений з маловідомої країни, схожої на Папуа Нову Гвінею, вивів породу розумних крокодилів, і що за цим послідувало. Це оповідання тричі публікувалося в антологіях зарубіжної фантастики в СРСР. У 1976 році письменниця опублікувала фентезійне оповідання «Легенда моря» (англ. The Legend of the Sea). Окрім прозових творів, письменниця опублікувала також низку віршів. З 1983 року Саллі Анн Піпі є президентом бібліотечної асоціації Папуа Нової Гвінеї.